# Andriej Zodeława
Andriej Siemionowicz Zodeława (ros. Андрей Семёнович Зоделава; ur. 1905 we wsi Achuti w guberni kutaiskiej, zm. 5 listopada 1942) – funkcjonariusz radzieckich organów bezpieczeństwa gruzińskiego pochodzenia, starszy major bezpieczeństwa państwowego, ludowy komisarz spraw wewnętrznych Północnoosetyjskiej ASRR (1939–1941 i 1941–1942), ludowy komisarz bezpieczeństwa państwowego Północnoosetyjskiej ASRR (1941).

## Życiorys
W 1920-1927 członek Komsomołu, od lutego 1922 do lutego 1923 informator KC Komsomołu Gruzji, od lutego 1923 do stycznia 1924 sekretarz wydziału organizacyjnego Komitetu Miejskiego Komsomołu w Tyflisie, sekretarz komórki Komsomołu Gruzji w fabryce tytoniu im. Lenina, od stycznia do czerwca 1924 ponownie informator KC Komsomołu Gruzji. Od czerwca 1924 do maja 1930 pracownik biur politycznych powiatowych organów Czeki Gruzińskiej SRR, w 1927 ukończył 1 kurs Instytutu Pedagogicznego w Tyflisie, od maja 1930 do marca 1933 szef rejonowego oddziału GPU Gruzińskiej SRR, później w GPU przy Radzie Komisarzy Ludowych Zakaukaskiej FSRR, 1934-1935 studiował w Instytucie Czerwonej Profesury Radzieckiego Budownictwa i Prawa. Szef wydziału specjalnego Pełnomocnego Przedstawicielstwa OGPU Rady Komisarzy Ludowych Zakaukaskiej FSRR i GPU przy Radzie Komisarzy Ludowych Gruzińskiej SRR/Zarządu Bezpieczeństwa Państwowego (UGB) Zarządu NKWD Zakaukaskiej FSRR. Od stycznia do listopada 1936 słuchacz Centralnej Szkoły NKWD ZSRR, w listopadzie-grudniu 1936 pomocnik szefa wydziału kontrwywiadu UGB Zarządu NKWD Gruzińskiej SRR, od 13 stycznia 1936 starszy porucznik bezpieczeństwa państwowego, od grudnia 1936 do 17 marca 1937 szef Wydziału IX UGB Zarządu NKWD Gruzińskiej SRR, od marca do lipca 1937 zastępca szefa Wydziału Specjalnego Głównego Zarządu Bezpieczeństwa Państwowego Zakaukaskiego Okręgu Wojskowego, od 19 marca 1937 kapitan bezpieczeństwa państwowego. Od lipca 1937 do września 1938 szef Wydziału Transportu Drogowego NKWD Kolei Zakaukaskiej, od września 1938 zastępca ludowego komisarza, a od 17 stycznia 1939 do 26 lutego 1941 ludowy komisarz spraw wewnętrznych Północnoosetyjskiej ASRR, 28 stycznia 1939 mianowany majorem, a 14 marca 1940 starszym majorem bezpieczeństwa państwowego. Od 26 lutego do 30 lipca 1941 ludowy komisarz bezpieczeństwa państwowego Północnoosetyjskiej ASRR, następnie do śmierci ponownie ludowy komisarz spraw wewnętrznych tej republiki.
Zginął podczas bombardowania.

## Odznaczenia
- Order Lenina (pośmiertnie, 13 grudnia 1942)
- Order Czerwonego Sztandaru (26 kwietnia 1940)
- Order Czerwonej Gwiazdy (2 lipca 1942)
- Odznaka "Honorowy Pracownik Czeki/GPU (XV)" (7 czerwca 1937)